# Arcidiocesi di Filippi

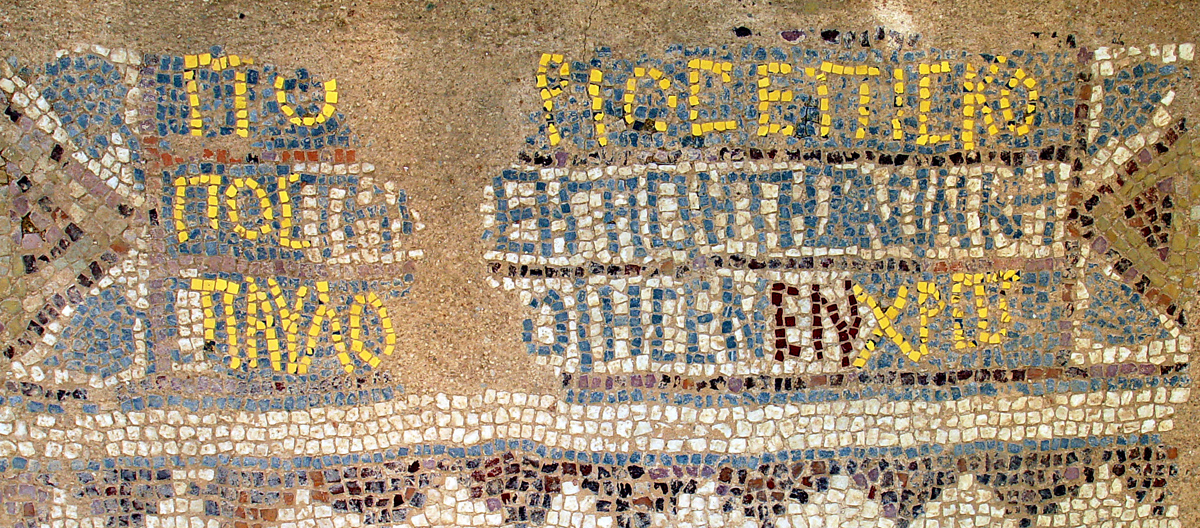
L'iscrizione del vescovo Porfirio nella basilica detta di Paolo.

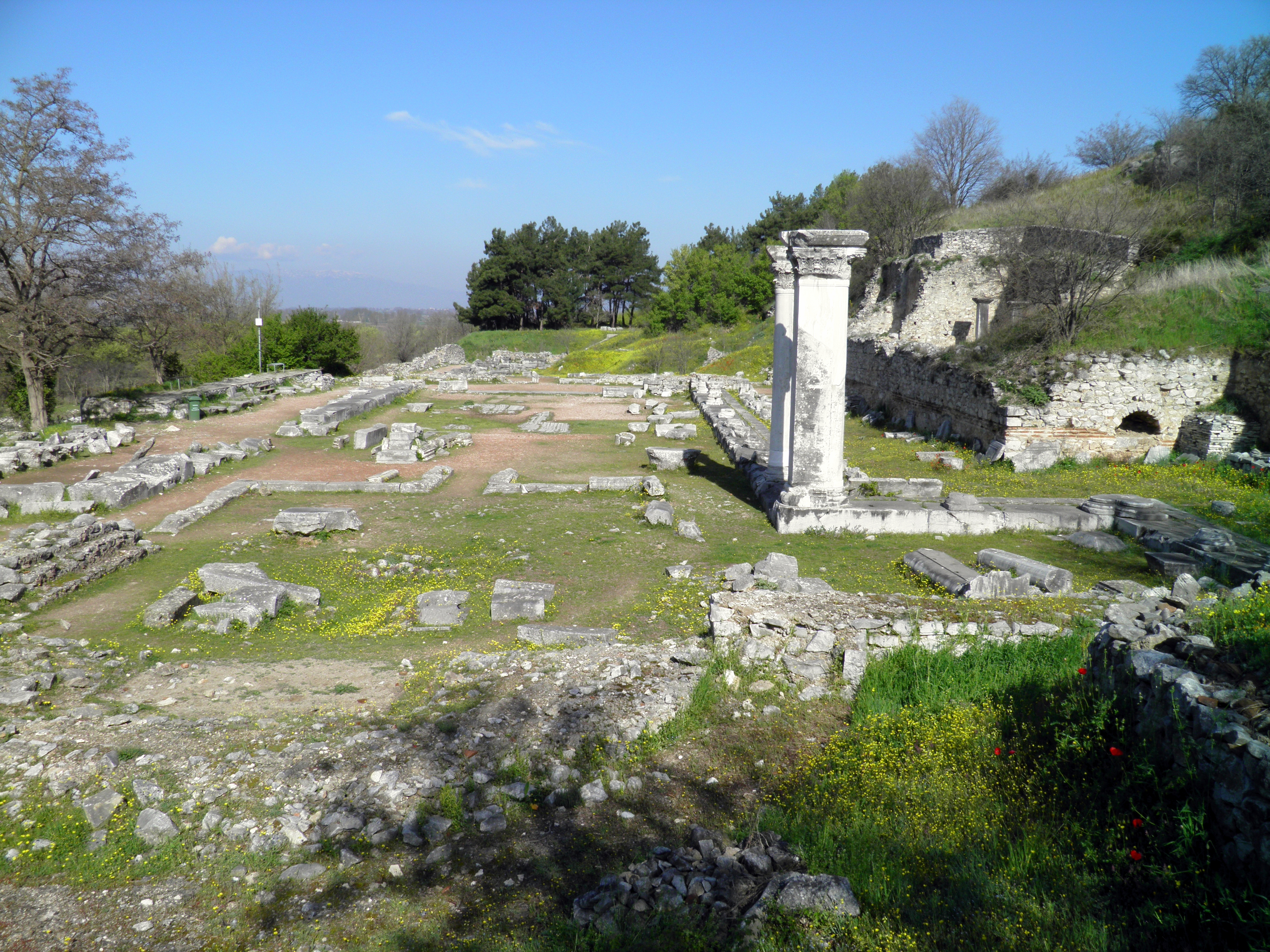
Resti della basilica A, fuori le mura.

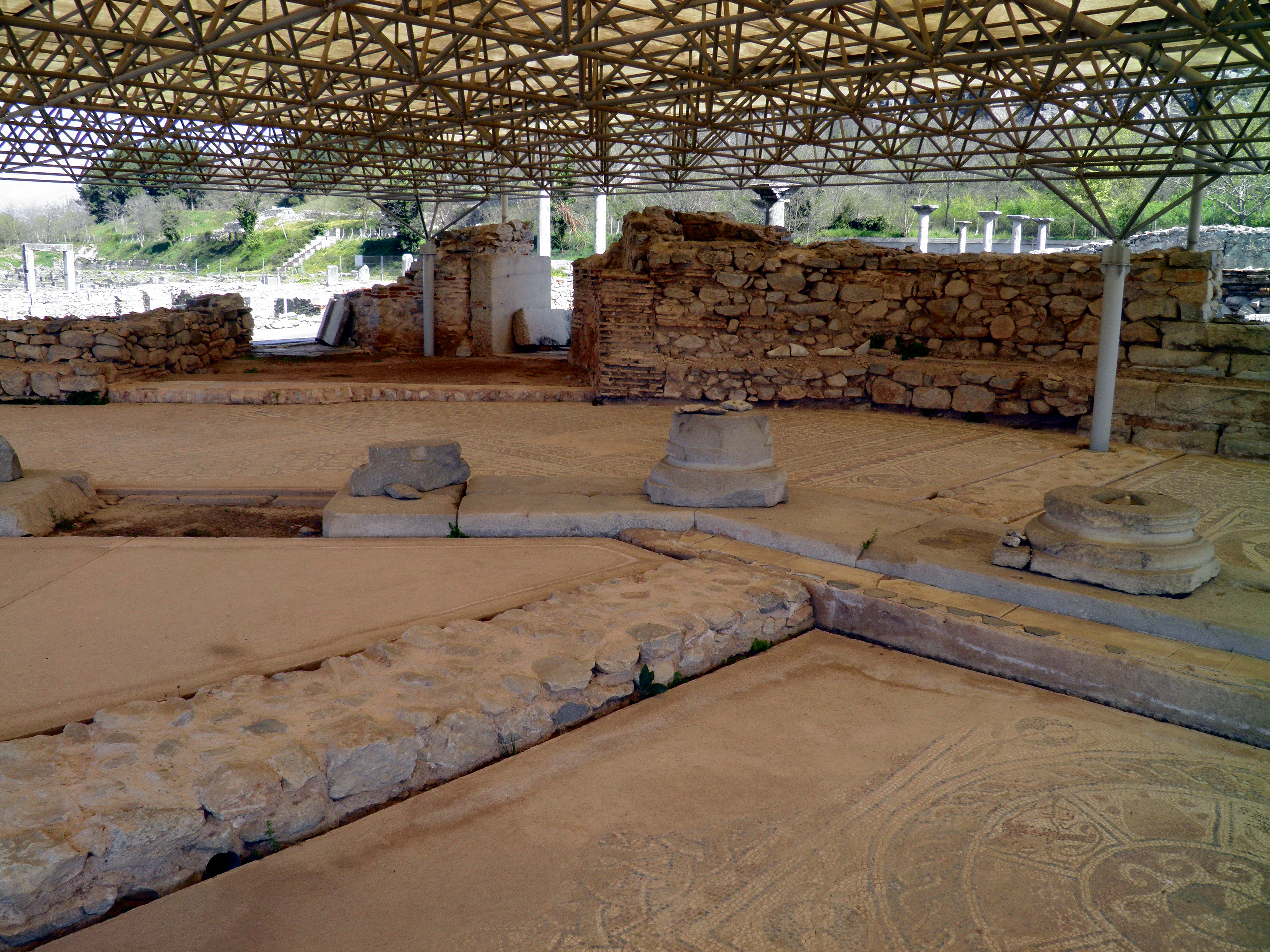
Mosaici della basilica ottagonale di Filippi, ritenuta la cattedrale dell'antica arcidiocesi.

L'arcidiocesi di Filippi (in latino Archidioecesis Filippensis) è una sede soppressa e sede titolare della Chiesa cattolica.

## Storia
Filippi, antica città della Grecia, ebbe il privilegio di ricevere l'annuncio del vangelo direttamente dalla predicazione di san Paolo, durante il suo secondo viaggio missionario attorno all'anno 50 (Atti 16,12-40). In seguito l'apostolo visitò la comunità altre due volte durante il suo terzo viaggio missionario (tra il 57 ed il 58; cfr. Atti 20,1-6).
La comunità cristiana di Filippi ebbe particolari riguardi e venerazione nei confronti del suo fondatore. In più occasioni gli inviarono degli aiuti (Filippesi 4,10-20) tramite un loro delegato, Epafrodito, che la tradizione ricorda come il primo vescovo filippese. Questa fu l'occasione per la lettera che Paolo scrisse alla comunità dei Filippesi, che ancora oggi è parte dell'epistolario paolino.
La primitiva comunità di Filippi subì fin dall'inizio la persecuzione e il martirio, come testimonia san Policarpo nella sua lettera scritta ai Filippesi, e come è ricordato nel Martirologio Romano alla data del 17 ottobre: Commemorazione dei santi Rufo e Zosimo, martiri, che il beato Policarpo associò nel martirio a sant'Ignazio, scrivendo ai Filippesi: «Essi condivisero la passione del Signore e non amarono il secolo presente, ma colui che per loro e per tutti è morto e risorto».
Lo stesso Martirologio menziona, alla data del 26 luglio, quello che la tradizione attesta essere il secondo vescovo di Filippi, successore di Epafrodito, ossia Erasto, «che, tesoriere della città di Corinto, fu al servizio di san Paolo Apostolo».
Inizialmente Filippi era una diocesi suffraganea di Tessalonica. In seguito fu elevata al rango di sede metropolitana, come emerge nella Notitia Episcopatuum redatta dall'imperatore bizantino Leone VI (886-912), dove la sede è elencata al 39º posto fra le metropolie del patriarcato di Costantinopoli, con sei sedi suffraganee: Polistilo, Velicia, Cristopoli, Smoleno, Cesaropoli e Alectryopoli.
La decadenza della regione a causa delle incursioni slave portò alla soppressione della metropolia di FIlippi e la sua unione, nella seconda metà del XIV secolo, alla metropolia di Drama. Nel 1924 la Chiesa di Grecia eresse una nuova metropolia, che nel 1930 assunse il nome di metropolia di Filippi, Neapoli e Taso, con sede a Kavala.
Dopo il 1204, in seguito alla quarta crociata, Filippi divenne sede di un arcivescovo di rito latino. L'unico prelato conosciuto è Guglielmo, trasferito da Ezero (Nazaresca) alla sede di Filippi nel 1212. Non sono noti altri arcivescovi residenti di rito latino.
Dal XIV secolo Filippi è annoverata tra le sedi arcivescovili titolari della Chiesa cattolica; la sede è vacante dall'11 gennaio 1968.

## Cronotassi

### Arcivescovi greci
- Sant'Epafrodito †
- Sant'Erasto †
- Vitale † (inizio II secolo)
- Porfirio † (menzionato nel concilio di Sardica)
- Flavio ? † (menzionato nel 367)
- Flaviano † (menzionato nel 431)
- Sozone † (prima del 449 - dopo il 451)
- Abercio † (menzionato nel 518)
- Demetrio † (prima del 533 - dopo il 536)
- Andrea † (menzionato nel 692)[9]
- Nicandro † (menzionato nel 717)
- Bonifacio † (? - 761 deceduto)
- Nicola † (menzionato nell'879)[10]
- Basilio †[11]
- Metodio †
- Niceforo † (menzionato nel 945)[12]
- Aussenzio † (menzionato nel 975)[13]
- Eutimio † (menzionato nel 997)[14]
- Fozio † (menzionato prima del 1025 circa)[15]
- Giovanni † (prima del 1028 - dopo il 1033)[16]
- Innocenzo † (menzionato nel 1053)
- Giovanni † (seconda metà dell'XI secolo)[17]
- Stefano † (XII secolo)[17]
- Giovanni † (menzionato nel 1166)[17]
- Teodoro † (menzionato nel 1261)[18]
- Macario † (menzionato nel 1294)[19]
- Callinico † (menzionato nel 1315)[20]
- Neofito † (prima del 1342 - dopo il 1347)[21]

### Arcivescovi latini
- Guglielmo † (1212 - ?)

### Arcivescovi titolari
- Riccardo di Tausiniano, O.Carm. † (7 settembre 1352 - ?)
- Guglielmo † (26 gennaio 1411 - ?)
- Roberto † (? deceduto)
- Paolo di Santa Maria † (6 luglio 1435 - ?)
- Giacomo di Santa Lucia, O.F.M. † (7 luglio 1480 - 1482 deceduto)
- Alberto d'Austria † (7 novembre 1594 - 12 novembre 1594 succeduto arcivescovo di Toledo)
- Giovanni Zamoisky, O.S.B. † (30 agosto 1595 - ?)
- Fernando Niño de Guevara † (27 settembre 1599 - 30 aprile 1601 nominato arcivescovo di Siviglia)
- Sasbout Vosmeer † (9 settembre 1602 - 3 maggio 1614 deceduto)
- Philippus Rovenius † (17 agosto 1620 - 10 ottobre 1651 deceduto)
- Boudewijn Catz † (31 maggio 1662 - 18 maggio 1663 deceduto)
- Giuseppe Accoramboni † (11 settembre 1724 - 12 aprile 1728 nominato arcivescovo, titolo personale, di Imola)
- Carlo Alberto Guidobono Cavalchini † (10 maggio 1728 - 23 settembre 1743 nominato cardinale presbitero di Santa Maria della Pace)
- Nicolò Antonio Carafa, O.S.B. † (16 marzo 1744 - 8 settembre 1763 deceduto)
- Giovanni Archinto † (1º dicembre 1766 - 15 luglio 1776 nominato cardinale presbitero dei Santi XII Apostoli)
- Benedetto Fenaja, C.M. † (22 dicembre 1800 - 23 dicembre 1805 nominato patriarca titolare di Costantinopoli)
- Candido Maria Frattini † (26 settembre 1814 - 29 settembre 1821 deceduto)
- Giovanni Muzi † (16 maggio 1823 - 19 dicembre 1825 nominato arcivescovo, titolo personale, di Città di Castello)
- Costantino Patrizi Naro † (15 dicembre 1828 - 11 luglio 1836 nominato cardinale presbitero di San Silvestro in Capite)
- Francisco Villardel, O.F.M.Obs. † (8 marzo 1839 - 19 giugno 1852 deceduto)
- Pio Bighi † (23 agosto 1853 - 31 agosto 1854 deceduto)
- Giuseppe Andrea Bizzarri † (30 novembre 1854 - 19 marzo 1863 nominato cardinale presbitero di San Girolamo dei Croati)
- Stefano Stefanopoli † (25 settembre 1868 - 24 novembre 1895 deceduto)
- Bernardo Arginzonis y Astobiza, O.C.D. † (14 gennaio 1896 - 19 agosto 1897 succeduto vescovo di Verapoly)
- Antonio Vico † (22 dicembre 1897 - 2 dicembre 1912 nominato cardinale presbitero di San Callisto)
- Basilio Pompilj † (5 maggio 1913 - 28 maggio 1914 nominato cardinale presbitero di Santa Maria in Ara Coeli)
- Angelo Struffolini † (1º luglio 1914 - 30 marzo 1917 deceduto)
- Giuseppe Palica † (25 aprile 1917 - 16 dicembre 1936 deceduto)
- Leone Giovanni Battista Nigris † (18 agosto 1938 - 21 settembre 1964 deceduto)
- Duraisamy Simon Lourdusamy † (9 novembre 1964 - 11 gennaio 1968 succeduto arcivescovo di Bangalore)